# Валагина
Валагина — река на полуострове Камчатка в России. Протекает по территории Мильковского района. Длина реки — около 30 км.
Начинается к югу от плато Скалистого, течёт в общем северо-восточном направлении. Долина поросла берёзовым лесом. В нижнем течении выходит на равнину, соединяется несколькими протоками с реками Ветловой и Большая Вахмина. Впадает в реку Сево справа на расстоянии 10 км от её устья.
По данным государственного водного реестра России относится к Анадыро-Колымскому бассейновому округу.
- Код водного объекта — 19070000112120000013413[2].